# 自由朝鮮
自由朝鮮（じゆうちょうせん、朝鮮語: 자유 조선、英語: Free Joseon）は、朝鮮民主主義人民共和国（北朝鮮）の第2代最高指導者金正日の孫である金漢率の身柄を保護していると主張し、また同国からの密出国（脱北）を支援していると推定されている団体。2019年3月、現最高指導者金正恩体制に抵抗するための臨時政府の樹立を宣言したが、組織の詳細などは公表されておらず、その実態については不明。
かつては、千里馬民防衛（せんりばみんぼうえい、チョルリマみんぼうえい、朝鮮語: 천리마민방위、英語: Cheollima Civil Defense）と名乗っており、報道機関によっては「千里馬民間防衛」の表記も見られた。
同様のレジスタンス組織に「新しい朝鮮」（新朝鮮）が存在するが、自由朝鮮とは別の組織である。

## 概要
2017年2月13日に金正日の長男であり金正恩の兄である金正男が、マレーシアのクアラルンプール国際空港で殺害され（金正男暗殺事件）、同年3月7日に千里馬民防衛を名乗る団体が、所在がわからなくなっていた正男の長男、金漢率の映像をYouTube上で公開。このときに初めて存在を公にしたとみなされている。同団体の情報は公式サイトにて公開されており、そこで使用されているドメイン名（cheollimacivildefense.org）の登録日は、動画投稿3日前の2017年3月4日となっている。
以降は脱北したい北朝鮮国民を支援するとのメッセージを掲載し、支援が必要な場合の連絡先としてメールアドレスを公開。いかなる見返りは求めないとしたものの、一方でビットコインでカンパを受け付ける旨を記載した。公式サイトでは、民族のために献身の心で行動する独立団体であるとしているが、公開されている情報は多くない。
2019年3月1日、公式サイトにて団体名称を自由朝鮮と改めたことを明らかとするとともに、金正恩独裁体制の打倒を訴え、臨時政府の樹立を宣言したが、拠点の所在地については明らかにしていない。その後、金漢率はマカオから台湾（中華民国）を経由してアメリカへと逃れたとされる。

## 活動内容

### 金漢率の保護
金正男の殺害直後に、家族より支援要請を受けて面会し、金漢率と母、妹の3人の身柄を安全な場所に移したと主張している。また、オランダ、中国、アメリカ、そしてある匿名の政府が人道的避難に協力したとして、感謝の意を述べた。移送先については明らかにしていないが、2019年3月の韓国での報道によれば、金漢率は当初の行き先を変更してアメリカ連邦捜査局（FBI）の庇護のもと、ニューヨーク近郊に滞在しており、また行き先がアメリカに変更されたのはアメリカ中央情報局（CIA）の介入があったためとされている。
金漢率であるとする人物が、金正男暗殺事件について言及する動画を2017年3月8日にYouTubeで公開し、韓国の情報機関・国家情報院の報道官は、当該人物を本人であると公式に認めている。

### 脱北者の保護
元高級幹部の脱北者は、『ウォール・ストリート・ジャーナル』に対し、千里馬民防衛は規模こそ小さいが、連携のよく取れた団体であるとしており、脱北者を中国や東南アジアを経て亡命させる活動を行っていると証言している。また、外国政府と良好な関係を築いており、脱北者救出においては西側諸国の信頼を得ているとされている。
金漢率より以前にも、緊急の保護要請に対応したと主張している。公式サイトには北朝鮮高位幹部と名乗る人物のコメントも紹介されており、脱北の際に高級乗用車、飛行機が提供されて驚いたとしている。
金漢率の動画投稿からしばらく動きはなかったが、2017年4月11日には脱北者2人を救出したと主張。同月26日には東南アジアで7人を救出したと公開したが、すぐに削除した。4月19日には韓国大統領選挙候補者に公開質問を行い、脱北者を受け入れて保護するかと尋ねた。

### 在スペイン北朝鮮大使館襲撃事件
2019年2月22日、スペインの北朝鮮大使館が襲われ、コンピューターなどが奪われる事件が発生（在スペイン北朝鮮大使館襲撃事件）。事件当初より自由朝鮮の関与が疑われており、後に自由朝鮮側も関与を認める声明を出している。
2019年3月26日、スペイン当局は、自由朝鮮のメンバー少なくとも10人が大使館襲撃に関与したとした上で、メンバー7人の氏名と誕生日を公表した。
2019年3月31日、朝鮮中央通信が事件の発生について初めて言及。自由朝鮮の名前は出さないものの「大使館員らを束縛、殴打、拷問して通信機材を強奪した重大なテロ行為」を非難した。また、北朝鮮の報道官は事件に自由朝鮮と情報を共有したとされるFBIが関与したという情報を注視しているとも述べた。一方、スペインのメディアはスペイン当局の情報として、CIAが関与したと報道した。4月16日、CIAは事件への関与を否定した。
2019年4月19日、アメリカ当局は実行犯として、自由朝鮮のメンバーである元アメリカ海兵隊員を逮捕したほか、アメリカ在住の自由朝鮮の指導者の自宅を捜索した。
脱北支援活動を行っているエイドリアン・ホンがこの事件の主犯格であるとみなされている。
2021年2月22日、大使館襲撃事件の実行犯として、アメリカで逮捕・起訴された自由朝鮮の元メンバーで、元海兵隊員のクリストファー・アンは、「襲撃そのものがやらせ（偽装工作）だった」と裁判で証言した。アンによると、大使館に勤務する北朝鮮外交官の1人が「誘拐事件を見せかけて北朝鮮から亡命をしたい」とエイドリアン・ホンに事前に依頼していた。そのような「やらせ工作」を行うのは、亡命後に北朝鮮政府からのあらゆる報復を防ぐためだったという。しかし、事件発生時には北朝鮮外交官が恐れおののき、亡命を考えてホンを招いたものの、土壇場で寝返って固辞したとアンは主張した。アンがロサンゼルスの連邦地裁に提出した文書では、この外交官の名前は黒塗りになり伏せられているが、当時の駐スペイン北朝鮮代理大使のソ・ユンソクとみられる。

### 臨時政府の樹立
2019年2月25日、公式サイトにて今週中に重大発表があると宣言。三・一運動から100周年にあたる3月1日、公式サイトにて自由朝鮮と題した声明文を朝鮮語と英語で掲載し、「自由朝鮮のための宣言」と題した動画を公開。団体名を自由朝鮮と改めたことを明らかとするとともに、北朝鮮人民の唯一にして正当な代表者であるとして、金正恩独裁体制の打倒を訴え、臨時政府の樹立を宣言した。
前日に金正恩とアメリカのドナルド・トランプ大統領がベトナムにて米朝首脳会談を行ったが物別れに終わり、アメリカによる経済制裁が解除されなかったことで、金正恩の立場が苦しくなったタイミングを見越しての宣言だったとも推測されている。

### ビザ発給
現独裁体制より開放された後の北朝鮮を訪問するためのブロックチェーンを用いたビザを2019年3月24日より発行している。20万枚限定で、最初の1,000枚は1ETH。1回のみ45日間の滞在を可能とするが、2029年3月1日が有効期限となっている。発行開始直後は希望者が殺到し、サーバーがダウンしたため、設備増設のため一時的に発行を停止。若い番号が目的でないのであれば発行を遅らせるよう要請した。

## 組織の正体
脱北支援団体と見られているが、公開されている情報が少なく、主導者や構成人員、背後にある人物や組織なども不明で、実体は明らかになっていない。2019年には「我々は組織の一部分に過ぎない」というメッセージを発信している。同年4月には、アメリカ当局が北朝鮮大使館襲撃事件の実行犯として、元海兵隊員を逮捕したほか、アメリカ在住の指導者の自宅を捜索している。
旧名称に使われていた千里馬という言葉は北朝鮮体制を象徴する言葉の一つであるが、団体が「Cheollima」とのアルファベットの綴りを使っているのに対し、北朝鮮の朝鮮中央通信では、「Chollima」と綴っているため、西側諸国が主導した団体か、別の目的で作られた団体ではないかとも指摘される。このほか、韓国の情報機関とのつながりがあるという憶測や、脱北を誘導する北朝鮮の団体という主張もある。韓国の民間団体と断言するメディアも存在する。欧州で活動する人権活動家は、メンバーは北朝鮮人であると証言している。
公式サイトは、ドメイン登録情報を非公開にするサービスを提供しているパナマの企業を使っている。また金漢率の映像に含まれる空調機器のモーター音から、50ヘルツの交流電源が使用されていると推測されることから、映像の撮影場所を特定するという試みもなされた。
2017年10月には組織の関係者が、『ウォール・ストリート・ジャーナル』記者のアラステア・ゲールと接触し、金漢率救出の際にカナダなど複数の国が協力を拒否したほか、救出には他の団体や北朝鮮国内の関係者も協力したことを明らかにしている。報道機関に接触した理由としては、今後も脱北者救出のために国際社会に支援を要請する必要が生じるからだと説明している。
韓国政府当局は、この団体の実体が明らかになるまでは金漢率や脱北者を支援するために送金することは慎重であるべきとしている。

## 疑惑
2018年11月に北朝鮮のチョ・ソンギル前駐イタリア特命全権大使代理が行方不明となった事件について、関与が疑われている。
2019年3月12日には、マレーシアにある北朝鮮大使館の塀の外側に、自由朝鮮の関与をうかがわせる「金正恩打倒」の落書きが行われたが、同日の午前中には消された。

## 各国の反応
- 日本 - 菅義偉官房長官は、2019年3月4日の会見で、自由朝鮮の情報は把握しているとしながらも、コメントを差し控える意向を表明[35]。

在スペイン北朝鮮大使館襲撃事件直前の2019年2月にエイドリアン・ホンが密かに来日し、人権団体関係者を通じて日本政府への接触を図ったことが判明している。